# Peucedanum benguellense
Peucedanum benguellense är en flockblommig växtart som först beskrevs av Friedrich Welwitsch, och fick sitt nu gällande namn av Frederick Eyles. Peucedanum benguellense ingår i släktet siljor, och familjen flockblommiga växter. Inga underarter finns listade i Catalogue of Life.